# Marco Palmezzano

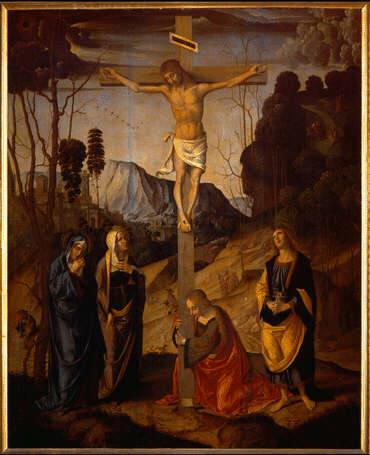
Ukrzyżowanie

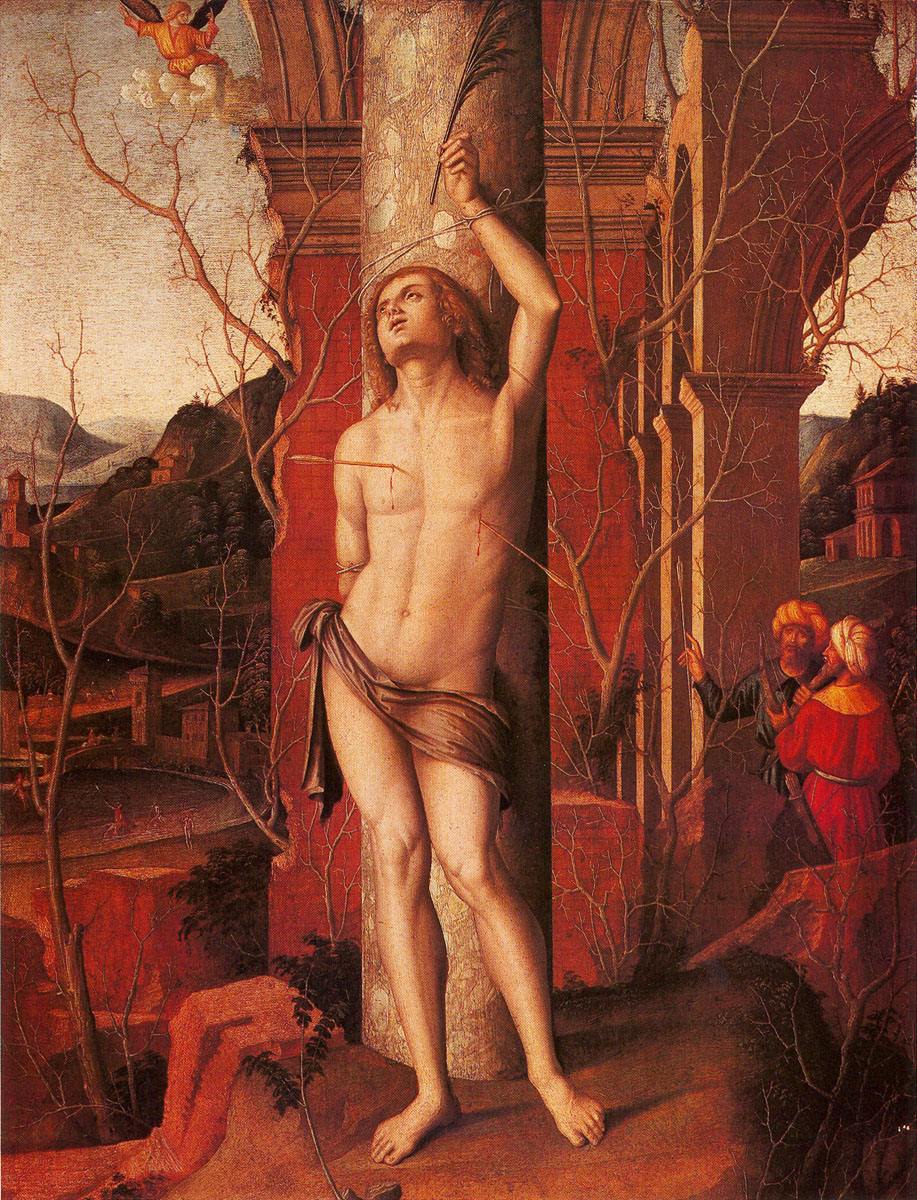
Święty Sebastian

Marco Palmezzano (ur. ok. 1459 w Forli, zm. w 1539 tamże) – włoski malarz okresu renesansu.
Kształcił się w pracowni Melozza da Forli. Początkowo malował freski m.in. w kościołach w Loreto i Rzymie. W 1495 odziedziczył dom w Wenecji, gdzie często przebywał. Inspirowali go mistrzowie weneccy, głównie Giovanni Bellini. Jego najwybitniejsze dzieła powstały pod koniec XV wieku i na początku XVI w.
Malował prawie wyłącznie obrazy religijne.

## Wybrane dzieła
- Autoportret (1536) – Forli, Pinacoteca Civica
- Chrystus dźwigający krzyż – Berlin, Gemaeldegalerie
- Chrystus niosący krzyż – Rzym, Pinakoteka Watykańska
- Chrzest Chrystusa – Forli, Pinacoteca Civica
- Droga na Kalwarię – Forli, Pinacoteca Civical
- Gloryfikacja św. Antoniego Pustelnika – Forli, Pinacoteca Civica
- Komunia Apostołów – Forli, Pinacoteca Civica
- Koronacja Marii – Mediolan, Pinacoteca di Brera
- Madonna z Dzieciątkiem – Bolonia, Pinacoteca Nazionale
- Madonna z Dzieciątkiem i świętymi – Mediolan, Pinacoteca di Brera
- Madonna z Dzieciątkiem na tronie między świętymi – Rzym, Pinakoteka Watykańska
- Madonna z Dzieciątkiem wśród świętych – Rzym, Pinakoteka Watykańska
- Pietà – Londyn, National Gallery
- Pokłon pasterzy – Berlin, Gemaeldegalerie
- Portret mężczyzny – Wiedeń. Akademie der Bildenden Kuenste
- Święta Rodzina ze św. Elżbietą i małym św. Janem – Rzym, Pinakoteka Watykańska
- Święty Sebastian – Budapeszt, Muzeum Sztuk Pięknych
- Tronująca Madonna z Dzieciątkiem i świętymi – Berlin, Gemaeldegalerie
- Ukrzyżowanie – Florencja, Uffizi
- Zwiastowanie – Forli, Pinacoteca Civica